# Palácový převrat v roce 1741
Během palácového převratu z 25. listopadu 1741 (6. prosince podle juliánského kalendáře) byl svržen malý imperátor Ivan Antonovič (Ivan VI.) a jeho rodiče. Na trůn byla dosazena Alžběta Petrovna – dcera Petra I. Šlo o jeden z několika ruských palácových převratů 18. století a je považován za jeden z nejméně krvavých v celých jeho dějinách.

## Příprava spiknutí
Převrat nebyl pro nikoho v hlavním městě žádným překvapením. Při přípravě spiknutí Alžbětu podporovali spojenci, kteří jí zůstali na blízku i po převratu. Byli jimi dvorní lékař I. G. Lestok, carevnin favorit A. G. Razumovskij a také bratři Alexandr a Petr Šuvalovové a M. I. Voroncov. 
Hlavními iniciátory spiknutí byli Alžběta a Lestok. Diplomatickou a finanční podporu spiknutí zajišťoval francouzský velvyslanec markýz de Chétardie. Francouzská vláda byla nespokojena, protože hlava ruské diplomacie A. I. Osterman, se pevně držel rakousko-ruské aliance. Francouzi se tímto způsobem snažili rozvrátit rakousko-ruské spojenectví. Mimo jiné museli jednat v zájmu Švédska, na základě jejich dávných spojeneckých vztahů, v začínající rusko-švédské válce. Švédi předpokládali, že zmatek vyvolaný státním převratem nevyhnutelně oslabí pozici Rusů. Hlavním centrem byla kasárna gardového Preobraženského pluku. Alžběta tam trávila hodně času a snažila se získat sympatie gardistů. Dávala jim peníze a křtila jejich děti. Vojáci jí neřekli jinak než „matička.“ Ona je naopak oslovovala „děti moje.“ 
V roce 1737 věznila vláda Anny Ivanovny praporčíka Preobraženského pluku A. Barjatinského, který byl obviněn z pokusu vyvolat povstání (což proběhlo na Alžbětin podněty). V roce 1740 se stal po smrti panovnice Anny Ivanovny regentem malého cara kuronský vévoda Ernest Johann Biron, to vyvolalo nepokoje a byl gardisty zatčen. Ti očekávali, že moc přejde do rukou Alžběty, namísto toho byla na trůn dosazena matka malého imperátora Anna Leopoldovna. Alžběta byla dcera Petra I. a stala se pro gardisty symbolem národní státnosti, stavící se proti německé nadvládě. Pluk byl připraven na rozhodující akci. 
V červnu 1741 se sešli gardisté s Alžbětou v Letním sadu. Panovnici Annu Leopoldovnu a její ministry nejednou varovali před Alžbětinými ctižádostivými záměry. Upozorňovali ji na to špióni i diplomaté z různých zemí. Prvního ministra Ostermana nejvíce znepokojil dopis, který přišel ze Slezska z Vratislavi. Dobře informovaný agent sdělil, že Alžbětin plán na spiknutí byl definitivně dokončen a blíží se jeho uskutečnění. Agent v dopise doporučoval okamžité zadržení dvorního lékaře Lestoka, který byl ve vedení celé akce. Anna Leopoldovna však Lestoka nezatkla. 
23. listopadu 174 při přijímání návštěv u dvora přerušila panovnice karetní hru, vstala od stolu a pozvala tetičku Alžbětu do sousedního pokoje. V rukou držela dopis z Vratislavi a pokusila se jí mezi čtyřma očima domluvit. Když se obě dámy vrátily k hostům, byly velmi rozrušené, čehož si okamžitě všimli přítomní diplomaté. Ihned poté odjela Alžběta domů. 
Generál Christoph Hermann von Manstein psal ve svých „Zápiscích“: „ Alžběta ustála tento rozhovor skvěle, ujišťovala velkokněžnu, že nikdy nepomyslela na to, učinit cokoliv proti ní nebo proti jejímu synovi. Považovala se za přespříliš zbožnou na to, aby porušila přísahu, kterou jí dala. Všechna tato tvrzení označila za výmysly jejích nepřátel, kteří si přejí, aby byla nešťastná...“

## Průběh převratu
Dne 24. listopadu 1741 ve 23 hodin potvrdili gardisté Alžbětě, že jsou připraveni podpořit její revoluci. Lestok poslal k Ostermanovi a Burkhardu von Münnichovi dva zvědy, aby zjistil, jaká tam panuje nálada. Alžběta se zapřisáhla, že pokud bude jejich nebezpečný čin úspěšný, zruší trest smrti. Alžběta se vydala ulicemi Petrohradu do kasáren Preobraženského pluku. Tam promluvila ke svým přívržencům. kteří se jí rozhodli podpořit. Když vystoupila na Admirálského nábřeží, zamířila Alžběta v doprovodu tří set vojáků k Zimnímu paláci. Vojáci byli nervózní a spěchali, ale Alžbětě se šlo po sněhu ztěžka, proto ji vzali na svá široká ramena a vynesli ji až do Zimního paláce. Všechny vchody a východy byli střeženy, ale stráže se okamžitě přidaly na stranu povstalců. Gardisté si pospíšili do imperátorských apartmánů v prvním patře, kde vzbudili a zatkli Annu Leopoldovnu a jejího muže Antona Oldřicha Brunšvicko-Wolfenbüttelského. 

## Manifest o dosazení na trůn
Nad ránem 25. listopadu roku 1741 byla připravena přísaha a manifest, ve kterém se slavnostně oznamovalo, že se Alžběta I. Petrovna stala panovnici dle zákonného práva a příslušnosti ke královskému rodu. Tyto dokumenty vypracovali kníže A. M. Čerkasskij, který byl jmenovaný kancléřem, tajemník Brevern a nová hlava ruské diplomacie A. P. Bestužev-Rjumin. 
Pluky, které byly předvolané a nastoupené u Zimního paláce, pronesly přísahu. Dne 28. listopadu byl vydán druhý manifest, ve kterém se s odkazem na závěť Kateřiny I. upevňovalo právo dcery Petra I. na ruskou korunu. Ivan Antonovič byl prohlášen za nezákonného panovníka bez jakýchkoliv nároků a práv na ruský trůn.“ Mince s jeho podobiznou byly staženy z oběhu a množství listů s přísahou věrnosti jeho osobě bylo veřejně páleno na náměstích za zvuku bubnů. Pro případ, že by se někdo pokusil panovnici sesadit z trůnu, byla v prosinci 1741 zřízena její osobní stráž. Nejmocnější osobnosti z předchozí vlády – Burkhard von Münnich, Levenvolde a Osterman byli odsouzeni k trestu smrti, který byl vzápětí panovnicí zrušen. Tímto gestem chtěli Evropě ukázat shovívavost nové panovnice. Místo smrti byli činitelé posláni do vyhnanství na Sibiř. Rodina cara Ivana VI. byla uvězněna.  